# Keijirō Ogawa
Keijirō Ogawa (jap. 小川 慶治朗 Ogawa Keijirō; ur. 14 lipca 1992) – japoński piłkarz występujący na pozycji napastnika. Obecnie występuje w Vissel Kobe.

## Kariera klubowa
Od 2010 roku występował w klubie Vissel Kobe.